# Hurma

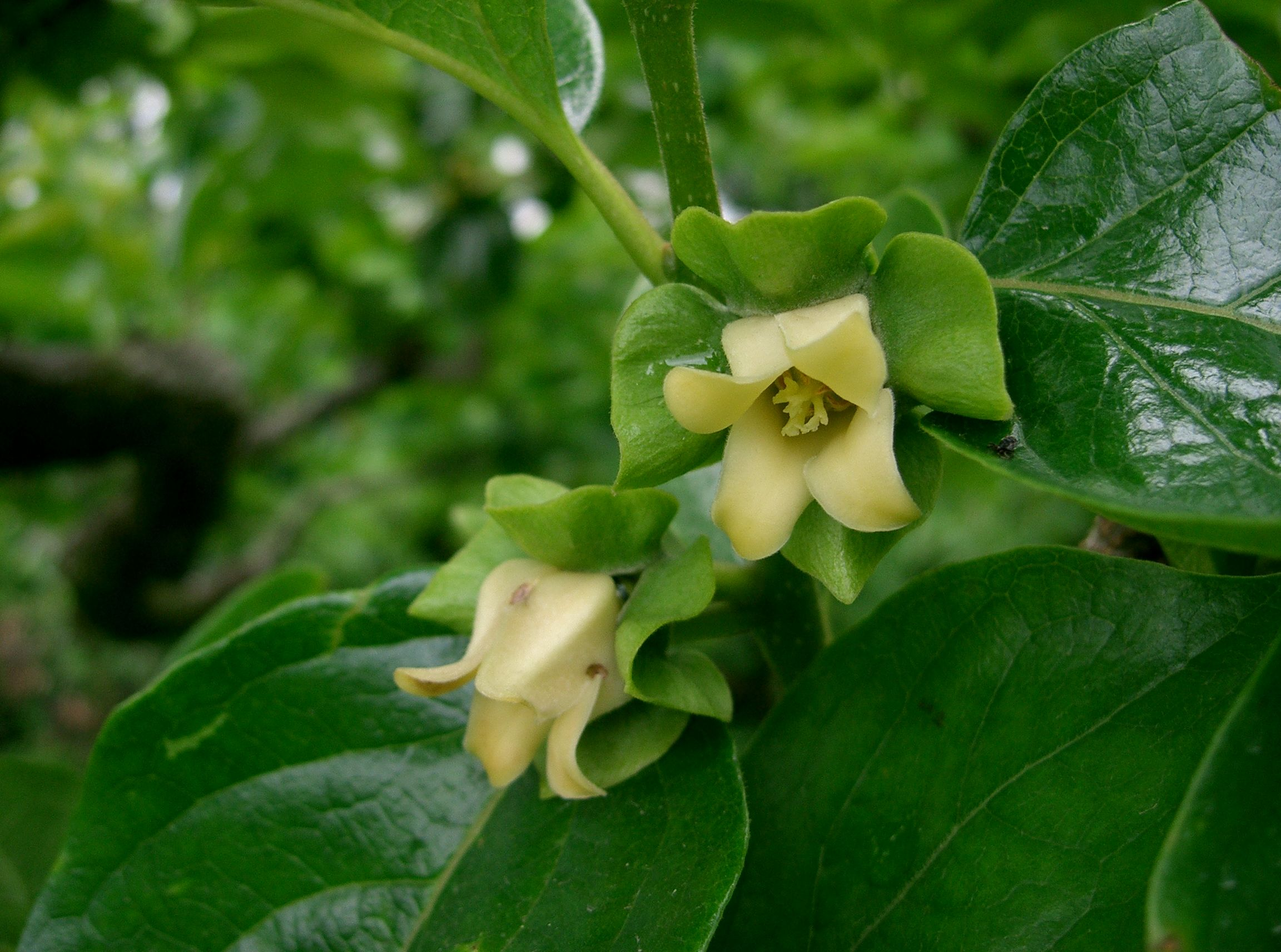
Kwiaty hurmy wschodniej

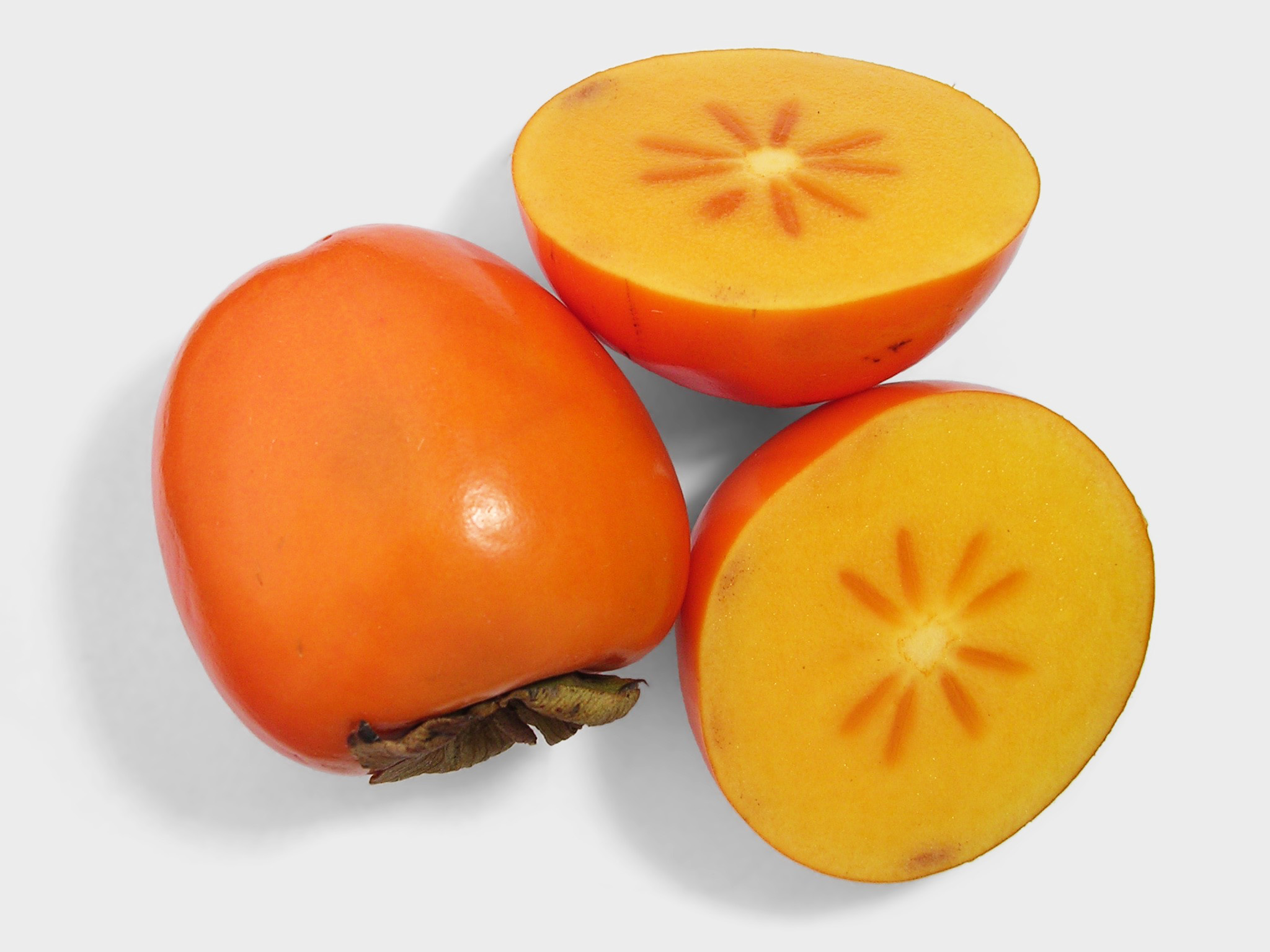
Owoce hurmy wschodniej

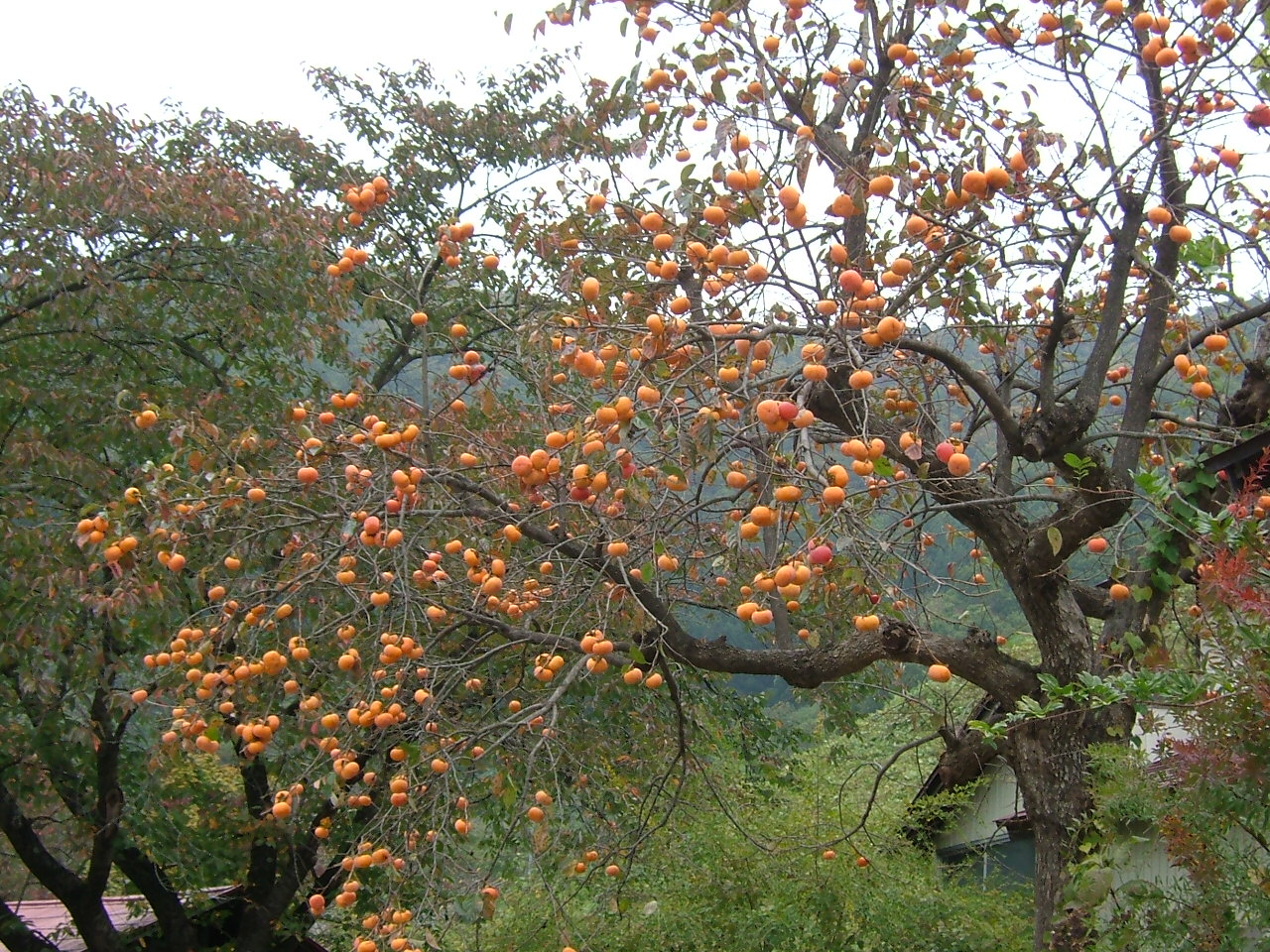
Pokrój owocującej hurmy wschodniej

Hurma, hebanek, hebanowiec, kaki, sharon, szaron, szarona, persymona (Diospyros L.) – rodzaj roślin drzewiastych z rodziny hebankowatych. Obejmuje ok. 740 gatunków. Występują one w strefie międzyzwrotnikowej, głównie w Azji (zwłaszcza w południowych Chinach) i na obu kontynentach amerykańskich o klimacie tropikalnym i subtropikalnym. Niektóre gatunki sięgają stref umiarkowanych rosnąc w Argentynie i Chile, południowo-wschodniej części Stanów Zjednoczonych, w rejonie Kaukazu i w Azji Wschodniej. Występują w różnych siedliskach i formacjach, zwykle w lasach i na terenach skalistych, w klimacie wilgotnym lub okresowo suchym, zwykle na terenach nizinnych lub na średnich wysokościach.
Szereg gatunków ma duże znaczenie użytkowe. Dla jadalnych owoców rozprzestrzenione w uprawie zostały zwłaszcza hurma wschodnia D. kaki i hurma kaukaska D. lotus. Cenionego surowca drzewnego, zwanego hebanem lub drewnem hebanowym, dostarcza zwłaszcza hurma hebanowa D. ebenum, ale też inne gatunki z tego rodzaju.

## Morfologia
PokrójDuże krzewy i drzewa osiągające do 25 m wysokości. Kora zwykle ciemna – ciemnobrązowa do czarnej. Końce części gałązek czasem rosną w formie cierni.
LiścieSkrętoległe, sezonowe lub zimozielone. Blaszka pojedyncza, jajowata, całobrzega. Nierzadko drobno punktowana (zawiera przejrzyste lub wgłębione gruczołki), często skórzasta i błyszcząca, czasem, zwłaszcza od spodu owłosiona. Ogonki liściowe nierzadko ogruczolone.
KwiatyZwykle rozdzielnopłciowe (rośliny są dwupienne lub poligamiczne – na tych samych okazach występują zarówno kwiaty obu płci, jak i obupłciowe). Kwiaty męskie wyrastają zebrane po kilka–kilkanaście w wierzchotkach, kwiaty żeńskie są zwykle pojedyncze. Kwiaty są drobne i zwisają osadzone na krótkich szypułkach. Działki kielicha są cztery, zielone, powiększają się wraz z rozwojem owocu. Płatki korony są rozpostarte lub zrośnięte w dolnej części, na końcach odgięte do tyłu, barwy białej, żółtej lub czerwonobrązowej. Pręcików jest 8–20. Zalążnia powstaje z 8 zrośniętych owocolistków, na których rozwija się jeden lub dwa zalążki.
OwoceJagody soczyste lub mączyste do skórzastych, zawierające zwykle 1–10 spłaszczonych nasion (na roślinach żeńskich rosnących bez okazów męskich w sąsiedztwie owoce są zwykle pozbawione nasion). Dojrzałe owoce u różnych gatunków mają barwę żółtą, pomarańczową, czerwoną, fioletową, brązową lub czarną.

## Anatomia i cechy fitochemiczne
Rośliny o bardzo twardym drewnie.
Niedojrzałe owoce hurmy zawierają taninę szibuol, która ulega polimeryzacji przy kontakcie z kwasem. W razie spożycia dużych ilości (w przypadku człowieka około 1 kg), polimeryzacja taka może nastąpić w żołądku i doprowadzić do powstania bezoaru. Ponad 85% fitobezoarów (diospyrobezoarów) powstaje po spożyciu niedojrzałych owoców hurmy. Depolimeryzację diospyrobezoaru pod wpływem Coca-Coli zgłosili japońscy naukowcy. Padnięcia z powodu zjedzenia dużej ilości owoców rejestrowano w przypadku wielu gatunków ptaków i ssaków, w tym rzadko także koni.

## Nazewnictwo
Naukowa nazwa rodzaju pochodzi od słów Διός Dios, dopełniacza od Ζεύς Zeus, oraz πυρός pyros, oznaczającego pszenicę – tak starożytni Grecy określali owoc miejscowej hurmy kaukaskiej. Niekiedy bywa ona błędnie tłumaczona jako „ogień Zeusa” (przez podobieństwo do stgr. πῦρ pyr „ogień”). Angielska nazwa hurmy, persimmon – spolszczona jako „persymona” – wywodzi się z języka Algonkinów, Indian północnoamerykańskich, i oznacza „suchy owoc”.

## Systematyka
Synonimy
Cargillia R. Br., Cavanillea Desr., Ebenus Kuntze, Embryopteris Gaertn., Guaiacana Duhamel, Idesia Scop., Maba J. R. Forst. & G. Forst., Mabola Raf., Macreightia A. DC., Noltia Thonn., Paralea Aubl., Pimia Seem., Rhaphidanthe Hiern ex Gürke, Ropourea Aubl., Royena L., Tetraclis Hiern
Pozycja systematyczna według APweb (2001...)
Rodzaj należący do rodziny hebankowatych Ebaceae Gürcke in Engl. & Prantl, która wraz z kladem siostrzanym pierwiosnkowatymi Primulaceae należą do rzędu wrzosowców (Ericales), kladu astrowych (rosids).
Wykaz gatunków
Rodzaj obfituje w gatunki, przy czym w zależności od ujęcia zawiera różną ich liczbę i taksonów niższego rzędu. Według „The Plant List” rodzaj liczy 742 gatunki o zaakceptowanych nazwach, a łącznie nazw gatunków (włączając synonimy) zarejestrowano 1257. Według bazy „The Plants of the World online” gatunków jest 739.

## Zastosowanie

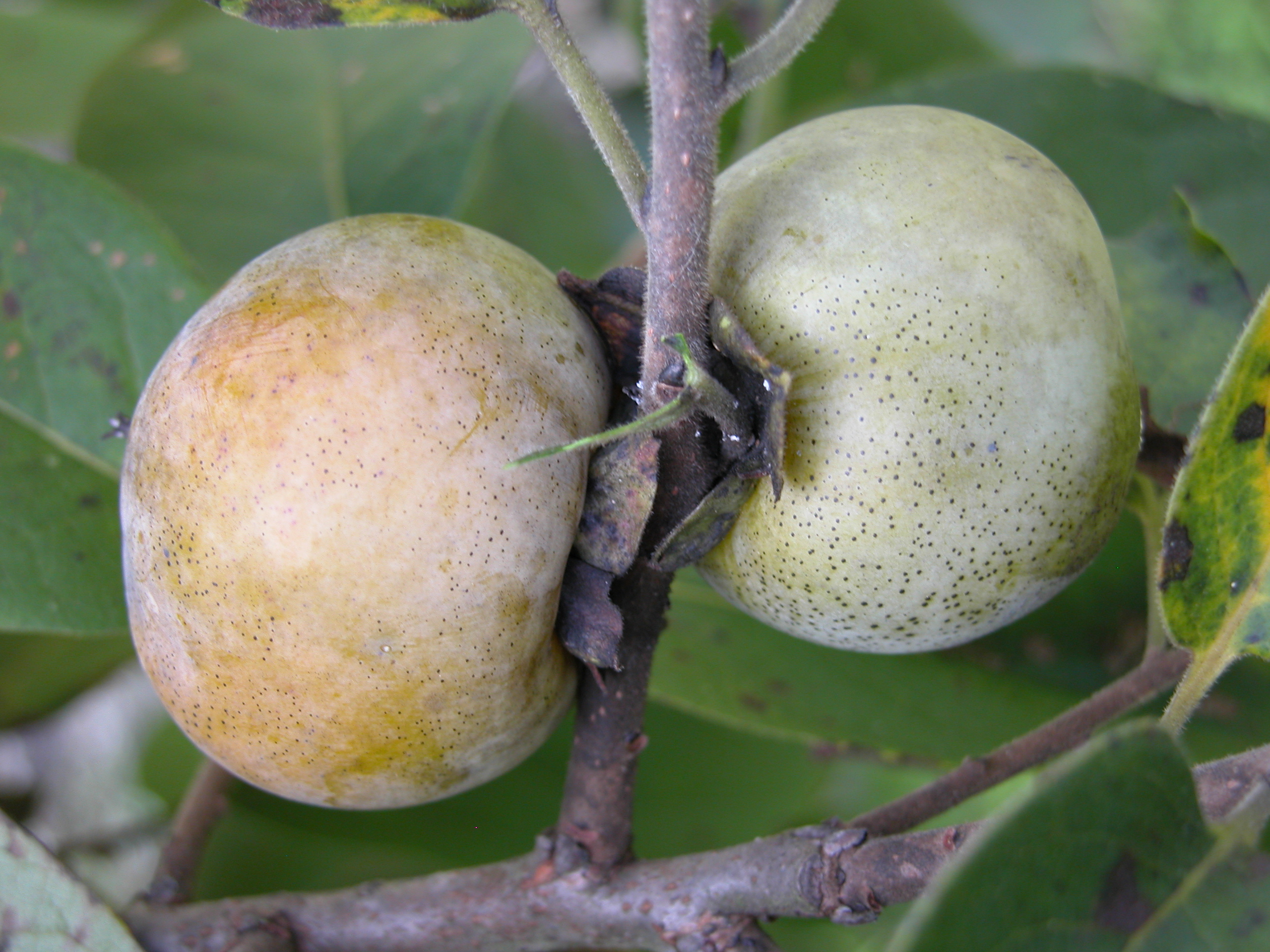
Diospyros virginiana

### Drzewo owocowe
Owoce kilku gatunków hurmy są jadalne: Diospyros kaki, D. digyna, D. lotus i D. virginiana.
Najbardziej rozpowszechnione w uprawie i ofercie handlowej są owoce pochodzącej z Chin, a współcześnie szeroko rozprzestrzenionej w uprawie, hurmy wschodniej D. kaki – występujące pod nazwą handlową „kaki” albo „sharon”. Owoc jest czerwonopomarańczowy, o średnicy od 1,5 do 9 cm i przypomina pomidor, z czterema listkami po spodniej stronie. Miąższ jest lekko twardawy, bardzo słodki i ma konsystencję galaretowatą. Owoce są jadalne zanim w pełni dojrzeją, ale pełnię smaku uzyskuje się, dopiero gdy zmiękną po zerwaniu. Owoce kultywaru hurmy wschodniej D. kaki ‘Triumph’ nazywane są „owocem Szarona” (od równiny Szaron w Izraelu, skąd wywodzi się ten kultywar). Regularna konsumpcja tego owocu ma obniżyć ryzyko arteriosklerozy i ataków serca.
Hurma kaukaska Diospyros lotus, pochodzi z południowo-zachodniej Azji i południowo-wschodniej Europy. Owoc tego gatunku był znany już wśród starożytnych Greków jako „owoc bogów” („Dios pyros”). Jest bardzo słodki zwłaszcza spożywany po wysuszeniu.
Hurma amerykańska (Diospyros virginiana) pochodzi z rejonu środkowo-wschodniej Ameryki Północnej. Ma większą zawartość wapnia i witaminy C niż odmiany azjatyckie.